# Староюр'євський район
Старою́р'євський район (рос. Староюрьевский район) — адміністративно-територіальна одиниця (район) і муніципальне утворення (муніципальний район) на північному заході Тамбовської області Росії.
Адміністративний центр — село Староюр'єво.

## Географія
Площа 1040 км². Територія району витягнута з півночі на південь на 40 кілометрів, із заходу на схід — на 34 кілометри. Природних лісів і паливних ресурсів на території району немає, але є штучні лісосмуги та інші багаторічні насадження площею понад 1500 га. Великою популярністю користується Растов сад — лісопарк, розбитий в колишній садибі батьків російського композитора, театрального діяча О. М. Верстовського.
Район межує: з Первомайським, Мічурінським, Нікіфоровським і Сосновським районами області, а також з Рязанською областю.

## Історія
Староюр'євський район утворений 10 липня 1928 року на підставі Постанови Президії ВЦВК.

## Населення
Населення — 12 186 осіб.

## Економіка
Староюр'євський район в основному сільськогосподарський. Діють на території району організація «Тамбовські Ферми», Цегельний завод, колишній колгосп імені Чапаєва, фірма «Агро-Юрьево», Інвест-Знання, Дорожня Ділянка, завод по виготовленню комбікормів, заклади громадського харчування, Сільпо, безліч приватних господарств, найбільше: КФК Зубарев Юрій Михайлович.